# Ismael Urzaiz
Ismael Urzaiz Aranda (Tudela, 7 ottobre 1971) è un ex calciatore spagnolo di origini basche, col ruolo di attaccante.

## Carriera
Ha militato per undici anni nelle file dell'Athletic Club, squadra da cui si è svincolato nel 2007 dopo aver giocato in totale 419 partite e aver segnato 129 gol.
Ha poi giocato nell'Ajax, prima di concludere la carriera nel 2008.

## Palmarès

### Club

#### Competizioni nazionali
- Supercoppa di Spagna: 1

Real Madrid: 1990
- Supercoppa dei Paesi Bassi: 1

Ajax: 2007

### Nazionale
- Campionato d'Europa Under-17: 1

1988